# Berend Hendriks

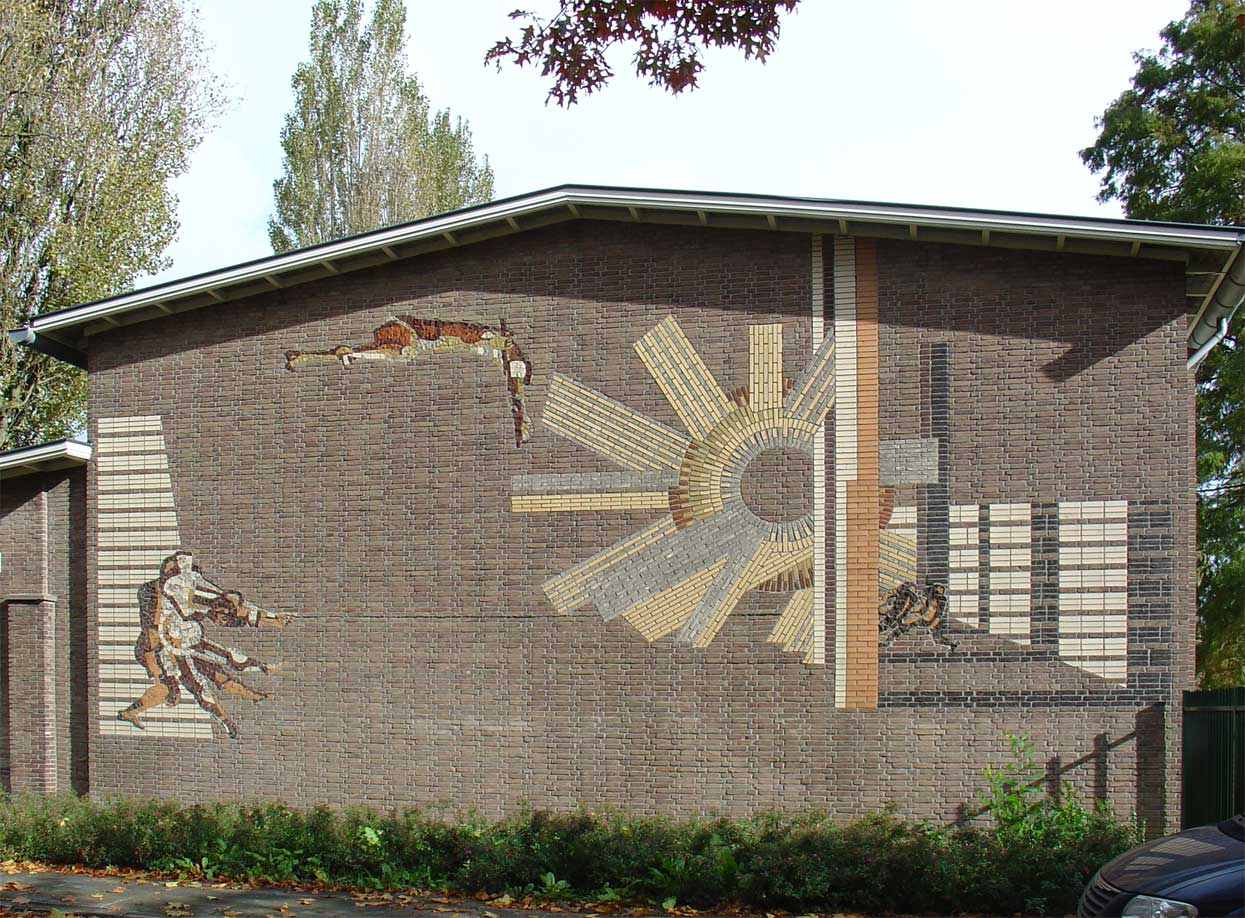
Stenenmozaïek (touwtrekkers) uit 1964 op het gymnastieklokaal van het toenmalige Coornhert-gymnasium aan de Joubertsstraat te Gouda

Berend Hendriks (Apeldoorn, 9 juli 1918 - Arnhem, 6 augustus 1997) was een Nederlandse beeldend kunstenaar en monumentaal vormgever.

## Leven en werk
Hendriks, zoon van een Apeldoornse boomkweker, was aanvankelijk voorbestemd om net als zijn vader boomkweker te worden. Hij volgde de tuinbouwschool in Boskoop, maar koos uiteindelijk voor een loopbaan in de beeldende kunst. Na zijn opleiding aan de Rijksakademie van beeldende kunsten, waar hij les kreeg van onder andere Heinrich Campendonk, ontwikkelde hij zich tot een veelzijdig kunstenaar: schilder, glasschilder, wandschilder, monumentaal kunstenaar, omgevingskunstenaar, beeldhouwer, keramist en vervaardiger van mozaïek. In de jaren vijftig werkte René Karrer als assistent bij Hendriks.
Hendriks exposeerde onder meer in het Stedelijk Museum van Amsterdam, het Gemeentelijk Van Reekum Museum te Apeldoorn en de Hogeschool voor de Kunsten te Arnhem. Aan deze hogeschool was Hendriks als docent verbonden en stimuleerde hij de ontwikkeling van omgevingskunst. Werk van Hendriks is opgenomen in de collectie van het Apeldoorns museum CODA en van het voormalige Museum De Paviljoens in Almere.

## Werk in de openbare ruimte
Werk van Hendriks in de openbare ruimte is onder meer te vinden in Amersfoort, Amsterdam, Gouda, Hengelo en Leiden. Zijn schilderijen worden gekenmerkt door geometrische vormen, waarbij hij gebruikmaakt van wiskundige reeksen, zowel wat betreft inhoud als kleur.

### Schilderijen
- Draaiende vierkanten
- De reis naar Nice
- From here to eternity

### Sculpturen, mozaïek, reliëf
- 1959 - Amsterdam, Kinderspelen, Mozaïek[2]
- 1960 - Amsterdam Osdorp, Figuren en Vuur, baksteen reliëf [3]
- 1960 - Amsterdam, Jacob en het gevecht met de engel, baksteen reliëf [4]
- 1964 - Amsterdam, Kruistocht van de mensheid, Mozaïek. collectie VU mc, Amsterdam UMC [5]
- 1966/1974 Amsterdam, zonder titel, glasmozaïek in het beddenhuis van het VU mc [6]
- 1984 - Amsterdam, Zonder titel,  4 groepen beelden van marmer VU mc
- 1984 - Almere (stad), De Kus in staal en perspex [7]

### Beeldende kunst van Berend Hendriks in Nederlandse kerken
- 1953 - Den Dolder, Hervormde Maria Christinakerk: glas-in-lood ramen
- 1953 - Ens, Hervormde kerk: baksteenreliëf, gezandstraalde glazen, wandkleed, wandschildering
- 1954 - Huizen, Hervormd Centrum: Glas-in-beton raam, baksteenmozaïek
- 1954 - Kraggenburg, Hervormde Kerk: glas-in-loodramen
- 1956 - Amsterdam Gereformeerde Koningskerk: glas-in-beton wanden, betonplastiek
- 1956 - Amsterdam, ontwerp voor Zeemanskapel: glas-in-beton raam

- 1957 - Rotterdam, Hervormde Goede Herderkerk: baksteenmozaïek
- 1957 - Scharendijke, Hervormde Kerk: glas-in-beton raam
- 1957 - Den-Haag, Hervormde Immanuelkerk: baksteenmozaïek
- 1957 - Heemstede, Gereformeerde Pinksterkerk:glas-in-beton wand
- 1957 - Luttelgeest, Hervormde kerk: glas-in-lood ramen
- 1957 - Zwolle, Emmauskerk: glas-in-lood ramen
- 1958 - Creil, Hervormde kerk:glas-in-lood ramen
- 1958 (verbouw) - Vlaardingen, Remonstrantse kerk: linoleum intarsia panelen op de kansel
- 1959 - Breda, Kapel Diaconessenhuis: glas-in-betonraam
- 1960 - Leerdam, Hervormde Pauluskerk: muurversiering in baksteen en tegels
- 1960 - Nagele, Hervormde Kerk: glas-appliqué ramen
- 1960 - Rotterdam, Katholieke Domonicuskerk, kunstwerken 1964-1966: vier glas-in-beton ramen, twee glas-in-beton wanden
- 1961 - Driebergen, Gereformeerde Maranathakerk: glas-in-beton ramen, glas-appliqué ramen
- 1961 - Leiden, Gereformeerde Bevrijdingskerk: glas-in-lood raam
- 1964 - Rotterdam, kapel van het Ikazia ziekenhuis: serie van 6 glas-in-beton ramen, zijwand glas-in-beton raam
- 1965 - Breda, Hervormde Marcuskerk: glas-in-betonraam
- 1965 - Drachten, Gereformeerde Fonteinkerk: baksteenmozaïek, kansel reliëf in beton
- 1965 - Den-Haag, Gereformeerde Opstandingskerk: wanddecoratie  met glas-appliqué in beton
- 1965 - Hengelo (Overijssel), Gereformeerde Sionskerk: glas-appliqué raam, doopvont
- 1965 - Surhuisterveen, Gereformeerde Kerk: baksteenmozaïek, metaalplastiek
- 1967 - Rotterdam, Hervormde Bethlehemkerk: glas-in-loodramen

### Kinderspelen
Voor een lagere school aan de Von Liebigweg 68 in De Wetbuurt, Amsterdam-Oost maakte Hendriks rond 1959 een baksteenmozaïek. Hendriks beeldde onder meer spelende kinderen af als ook een vrouw met kinderen onder een paraplu. Het mozaïek is verwerkt in de westelijke gevel van de school, maar door een omheind terrein nauwelijks te bezichtigen.

## Overleden
Hendriks overleed op 79-jarige leeftijd in Arnhem.

## Galerij

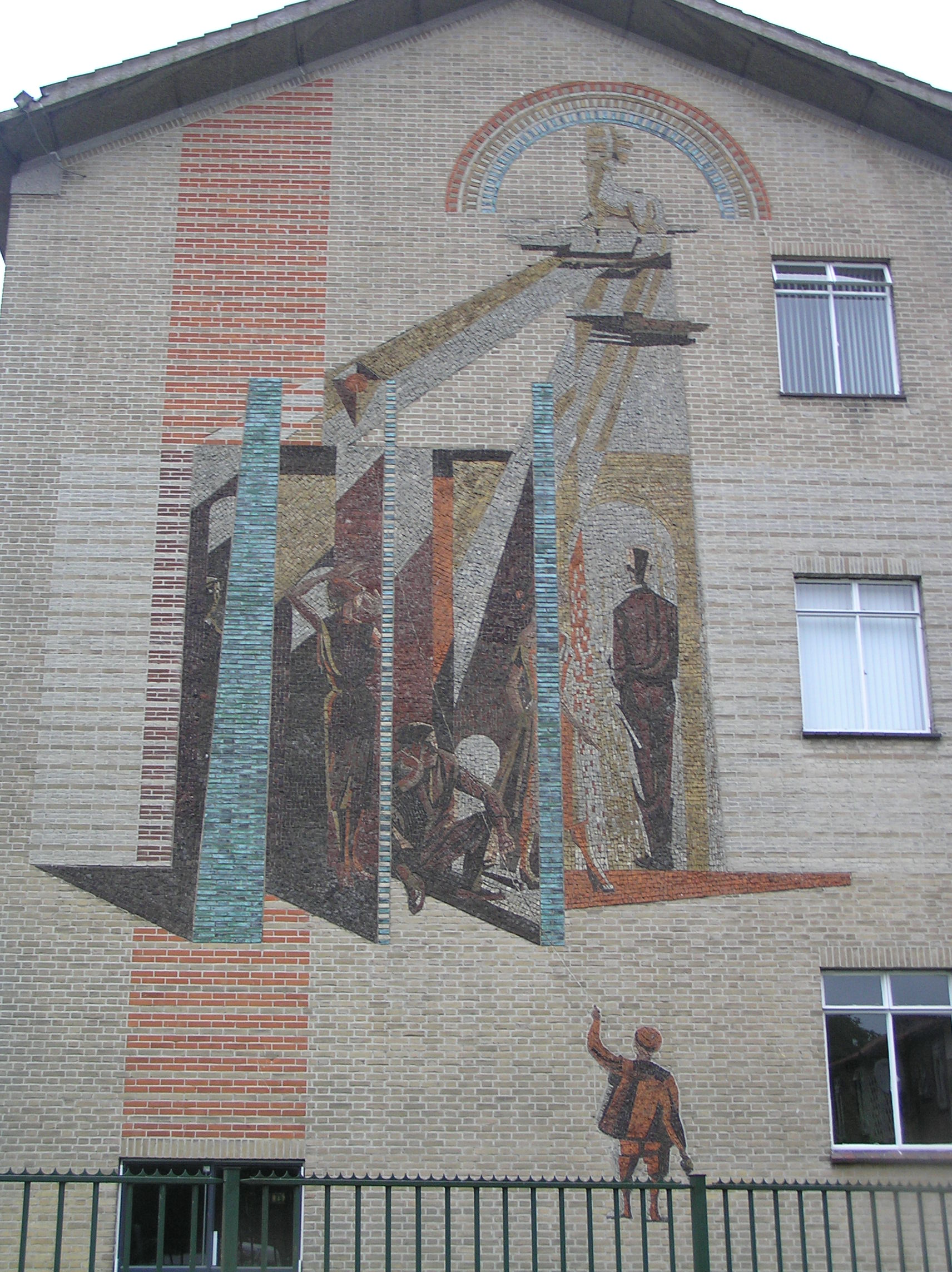
Stenenmozaïek (1957), Corderius College, Amersfoort
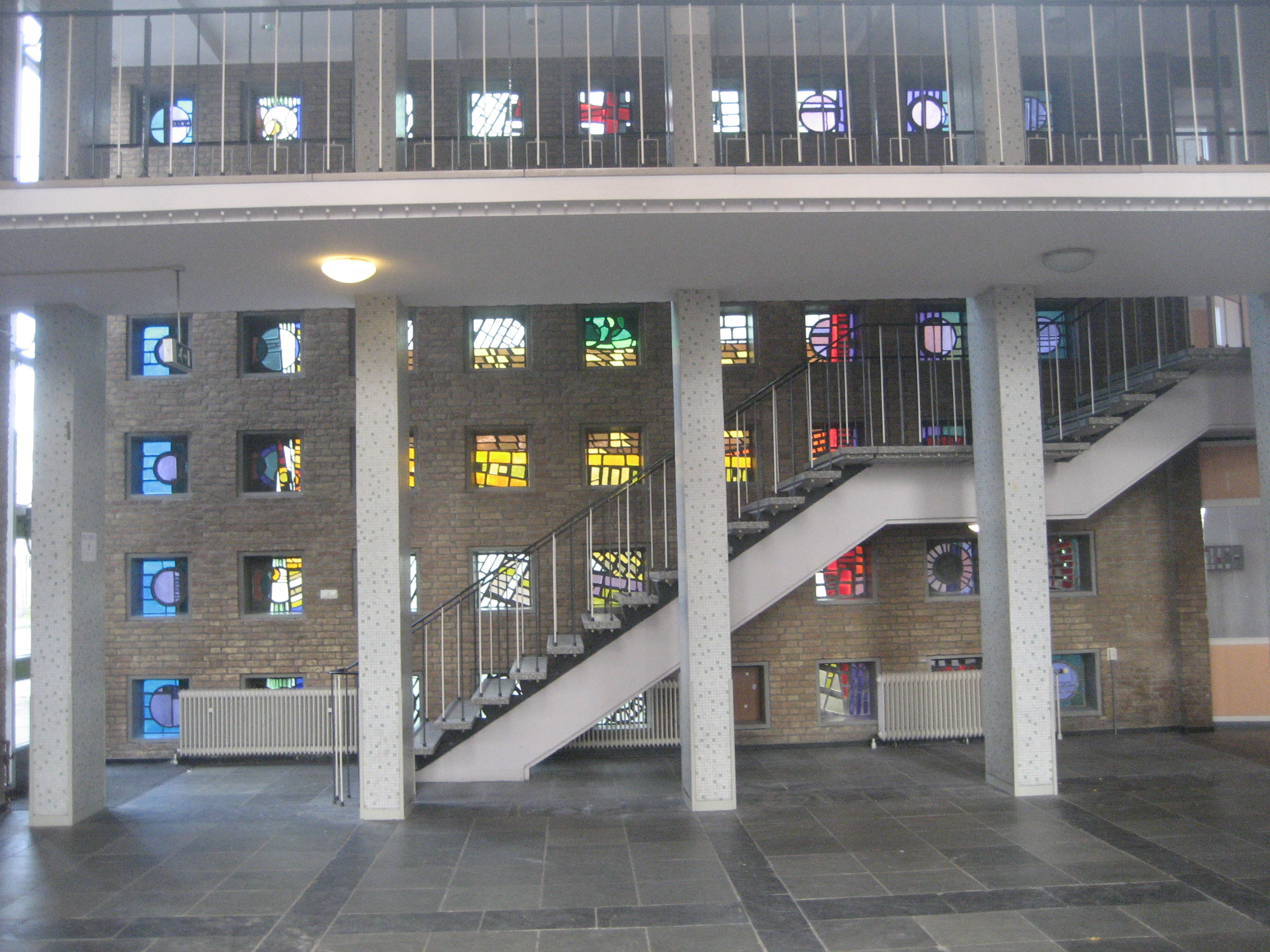
Glas in beton (1959), Chr. Nijverheidsschool Boshuizen, Leiden
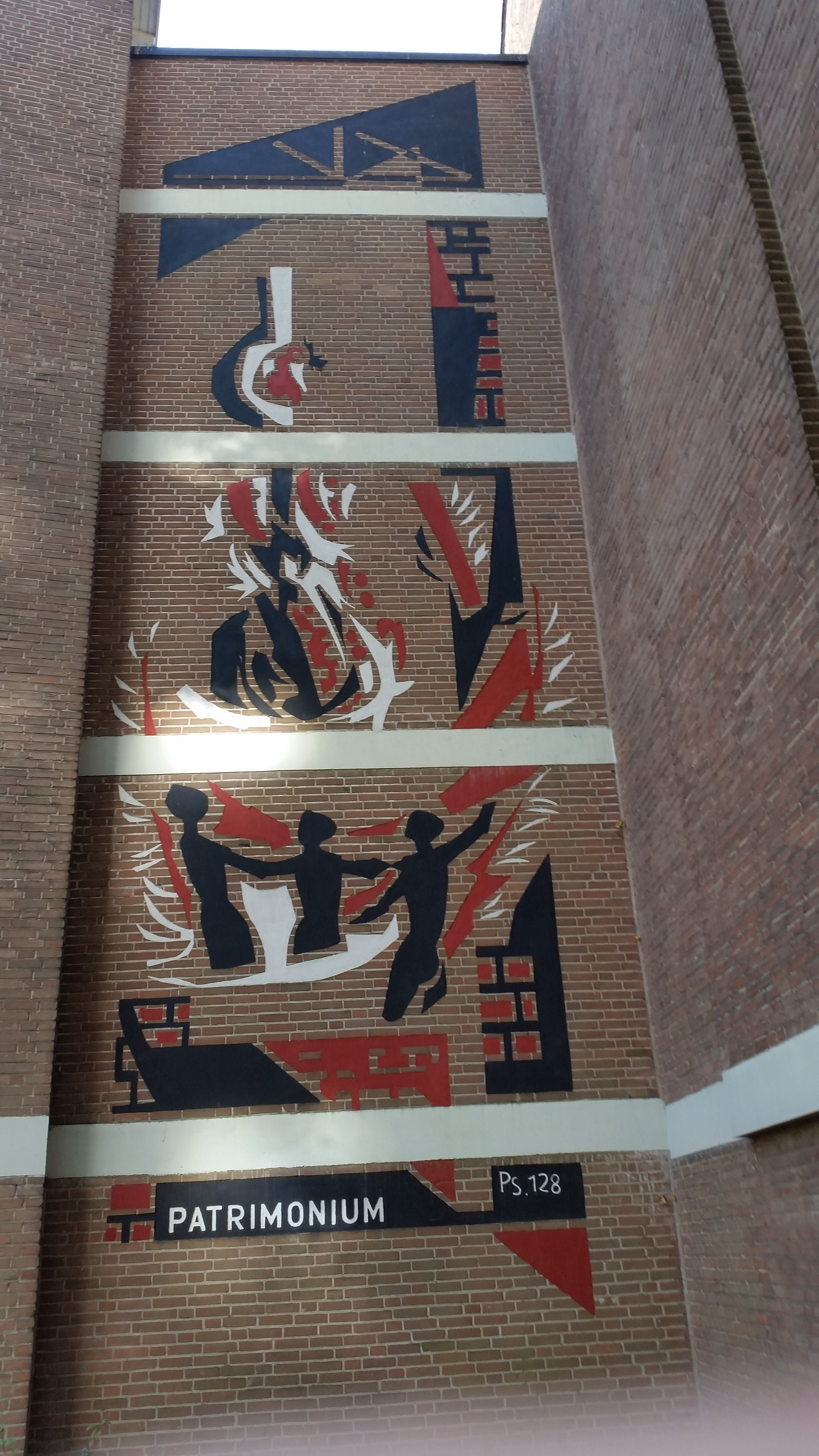
Figuren en vuur (Psalm 128) (1960), Blomwijckerpad, Amsterdam
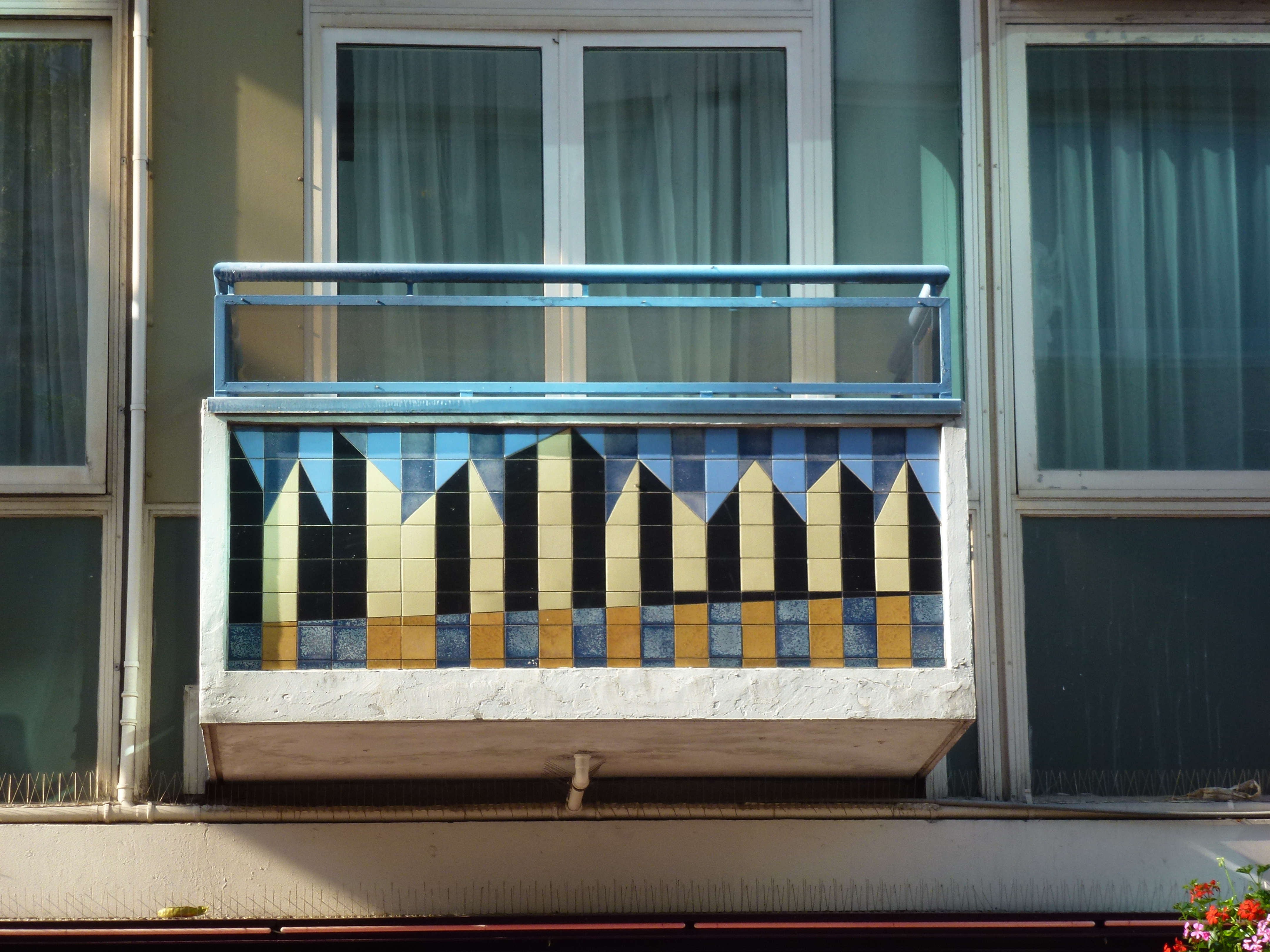
Balkondecoraties (1961), Nieuwstraat, Eindhoven
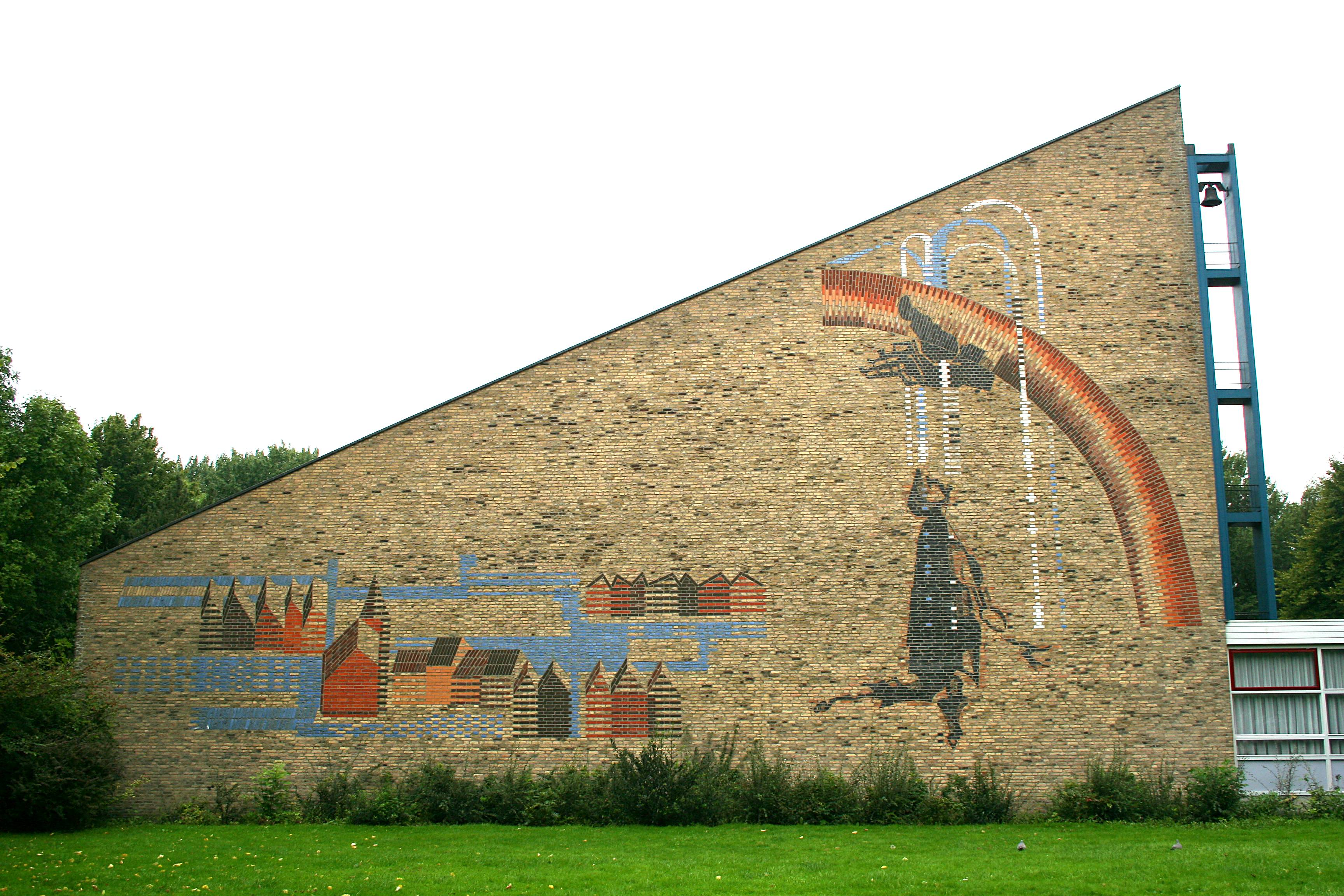
Stenenmozaïek (1965), kerk Drachten
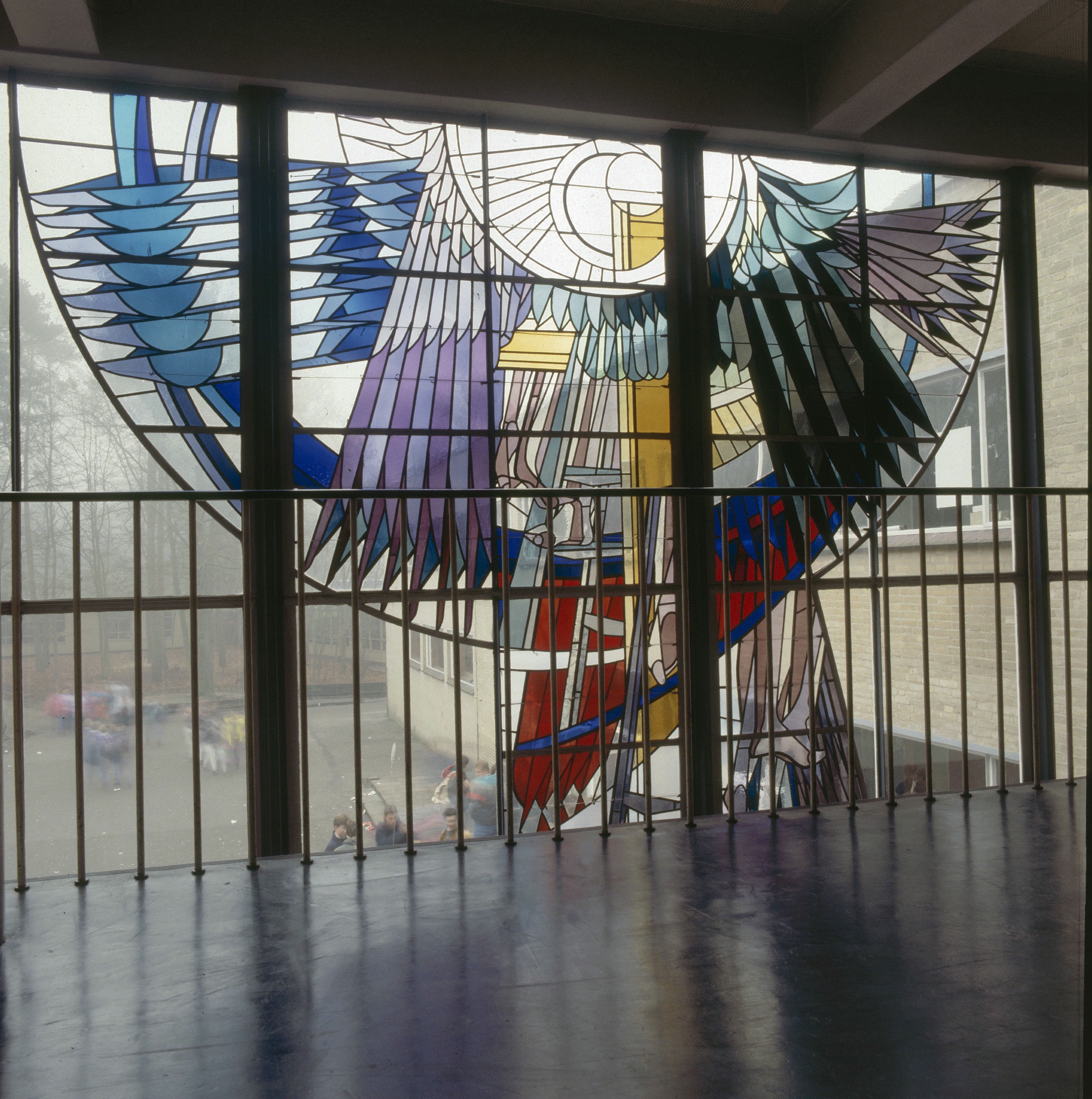
Jakobsladder in Doorn